# Émeutes de la bière lager

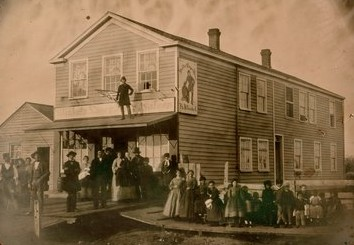
Le saloon Klinkel Hall, un débit de boissons appartenant à des Américains d'origine allemande, fut impliqué dans l'émeute, premier trouble civil majeur dans la ville de Chicago, photographie prise entre 1854 et 1856.

Les émeutes de la bière lager (en anglais : Lager Beer Riot) désignent une série d'émeutes survenues à Chicago, dans l'Illinois, en avril 1855 lorsque le maire de Chicago Levi Boone, petit-neveu de Daniel Boone, proposa lors d'une réunion au conseil municipal de Chicago une ordonnance locale stipulant sur l'hypothétique fermeture des tavernes de la ville les dimanches et sur l'augmentation du coût des permis d'alcool, les faisant passer de 50 dollars par an à 300 dollars par trimestre, générant ainsi une hausse faramineuse de 2 400 %.

## Déroulement des faits
Cette initiative de hausse du coût des permis d'alcool est alors considérée comme une « attaque économique » envers les immigrants allemands. Le 21 avril de la même année, après l'arrestation de plusieurs propriétaires de cabaret ayant vendu de la bière le dimanche, des manifestants affrontent la police dans le centre-ville, près de la cour de justice du comté de Cook.
Des rassemblements d'immigrants en colère venus de tout Chicago envahissent le quartier du Loop ; le maire ordonne l'ouverture des ponts mobiles pour empêcher des nouvelles vagues de manifestants de traverser la rivière Chicago. Quelques manifestants restent piégés sur les ponts ; les policiers ouvrent alors le feu sur des manifestants qui se sont retrouvés coincés sur le pont de Clark Street, au-dessus de la rivière Chicago. Un capitaine de police perd un bras dans l'émeute. Des rumeurs courent dans toute la ville selon lesquelles certains des manifestants avaient été tués par la police de Chicago, bien qu'il n'y ait eu aucune preuve à l'appui ; des canons chargés situés sur la place publique contribuèrent à ces rumeurs. Cette émeute se conclut par un mort et plusieurs dizaines d'arrestations.
Les événements ont conduit à un compromis dans lequel le conseil municipal a baissé les frais de licence d'alcool de 300 dollars à 100 dollars. Le conseil a décidé de ne pas libérer ceux qui étaient déjà emprisonnés pour ne pas avoir payé les frais de 300 dollars, mais la plupart des personnes arrêtées pendant l'émeute ont été libérées et n'ont pas été inculpées.
Les émeutes de la bière lager ont fait prendre conscience aux politiciens de la ville des risques que les immigrants allemands étaient prêts à prendre pour protéger les propriétaires de saloon allemands qu'ils percevaient comme des dirigeants de leur communauté. La politique de tempérance du maire de Chicago a eu pour effet de renforcer les liens entre les propriétaires allemands (qui auraient pu être un allié naturel du maire en raison de leur fort intérêt pour l'ordre) avec les immigrés allemands issus de la classe ouvrière.